# Quang thông

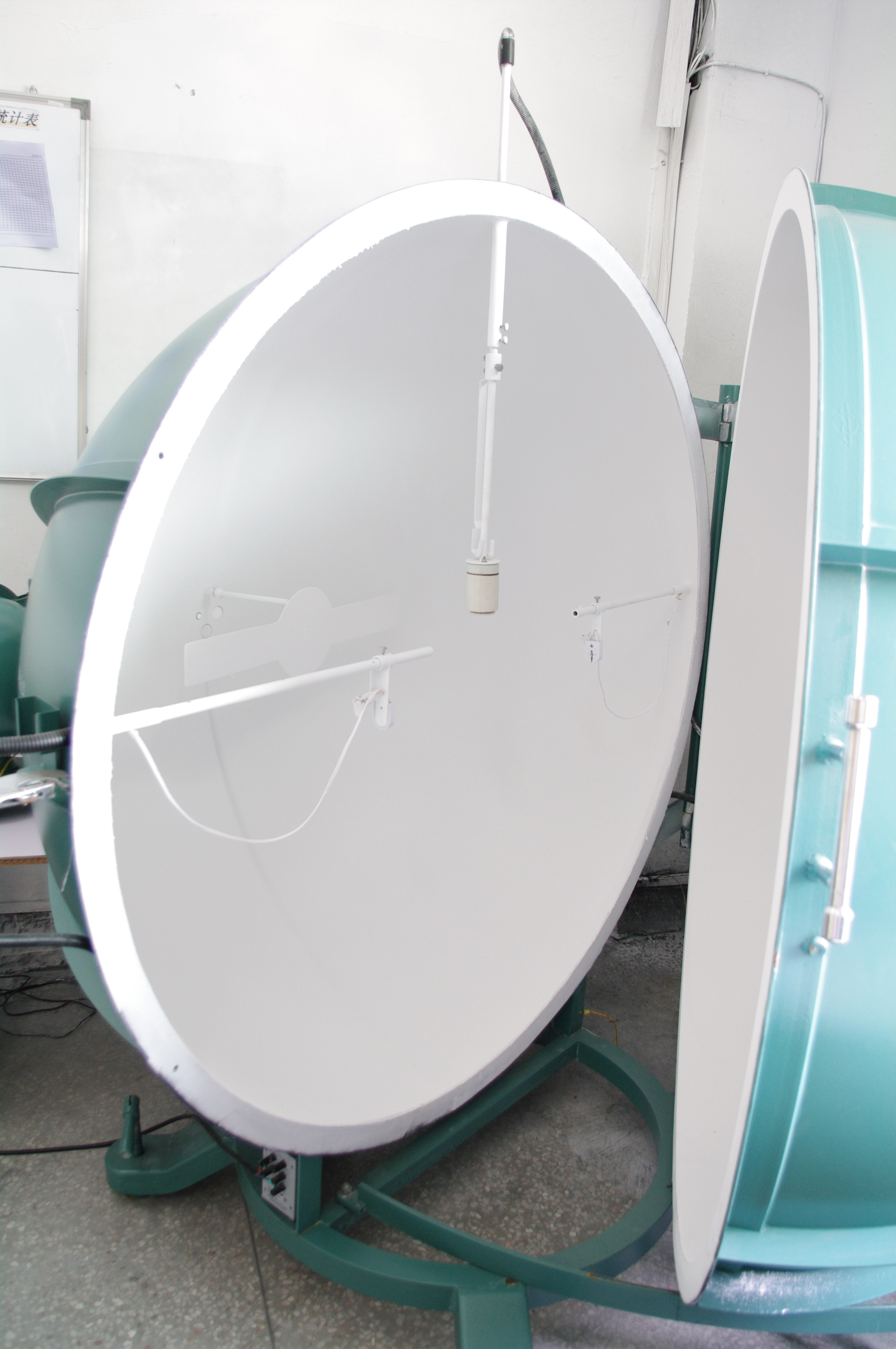
Thiết bị cầu tích hợp (Integrating sphere) được sử dụng để đo quang thông của một nguồn sáng.

Trong ngành đo lường quang học, quang thông là đại lượng trắc quang cho biết công suất bức xạ của chùm ánh sáng phát ra từ một nguồn sáng, hoặc định nghĩa khác của quang thông là lượng ánh sáng phát ra từ một nguồn sáng theo mọi hướng trong một giây.

## Đơn vị
Quang thông có ký hiệu là φ, hay {\displaystyle \phi _{v}}.
Đơn vị của quang thông trong các hệ đơn vị SI, CGS là lumen, ký hiệu lm.. 1 lumen được định nghĩa bằng quang thông tạo ra bởi một nguồn sáng mà phát ra cường độ sáng (luminous intensity) 1 candela trên một góc khối có giá trị bằng 1 steradian.

## Sử dụng
Quang thông được sử dụng để đo lượng sáng phát ra bởi một đèn điện, nó không tính theo một hướng phát sáng cụ thể nào và giá trị này thường được ghi trên các sản phẩm đèn chiếu sáng.

### Liên hệ với cường độ sáng
Quang thông (đơn vị lumen) là giá trị đo tổng lượng ánh sáng phát ra từ một đèn. Cường độ sáng (đơn vị candela) là giá trị đo độ sáng của đèn chiếu sáng (cũng như bộ phản xạ) theo một phương nhất định (biểu thị chùm tia sáng). Nếu một đèn có quang thông 1 lumen và bộ phản xạ của đèn (hay còn gọi chóa tản quang) tập trung ánh sáng đều đặn trong chùm có giá trị góc khối bằng 1 steradian, thì chùm tia sáng có cường độ sáng bằng 1 candela. Nếu thay đổi bộ phản xạ để tập trung chùm trong 1/2 steradian thì tia sáng có cường độ sáng bằng 2 candela. Chùm tia thu được hẹp hơn và sáng hơn, tuy nhiên quang thông vẫn có giá trị bằng 1 lumen.
{\displaystyle \phi _{v}={\frac {dQ_{v}}{dt}}}
trong đó {\displaystyle Q_{v}} (đơn vị lm.s) là tổng năng lượng sáng của một nguồn sáng.
{\displaystyle I_{v}={\frac {d\phi _{v}}{d\Omega }}}
trong đó {\displaystyle I_{v}} là cường độ sáng, và {\displaystyle d\Omega ={\frac {dA}{r^{2}}}} ký hiệu góc khối.
| Năng lượng sáng                                               | Qv | lumen giây               | lm⋅s     | T⋅J          | Đôi lúc nó có đơn vị đặt tên là talbot.                                                                                      |
| Quang thông / Công suất sáng                                  | Φv | lumen (= cd⋅sr)          | lm       | J            | Năng lượng sáng trên đơn vị thời gian.                                                                                       |
| Cường độ sáng                                                 | Iv | candela (= lm/sr)        | cd       | J            | Quang thông trên một đơn vị góc khối.                                                                                        |
| Độ chói sáng (Luminance)                                      | Lv | candela trên mét vuông   | cd/m²    | L−2⋅J        | Quang thông theo một hướng bất kỳ trên một đơn vị góc khối trên một đơn vị diện tích nguồn sáng. Đôi khi sử dụng đơn vị nit. |
| Độ rọi sáng (Illuminance)                                     | Ev | lux (= lm/m²)            | lx       | L−2⋅J        | Quang thông chiếu trên một đơn vị diện tích bề mặt.                                                                          |
| Độ trưng sáng (Luminous exitance / luminous emittance)        | Mv | lux                      | lx       | L−2⋅J        | Quang thông phát ra từ một đơn vị diện tích bề mặt.                                                                          |
| Hệ số chiếu sáng (Luminous exposure)                          | Hv | lux giây                 | lx⋅s     | L−2⋅T⋅J      | |
| Mật độ năng lượng sáng (Luminous energy density)              | ωv | lumen giây trên mét khối | lm⋅s⋅m−3 | L−3⋅T⋅J      | |
| Quang hiệu (Luminous efficacy)                                | η  | lumen trên watt          | lm/W     | M−1⋅L−2⋅T3⋅J | Biểu thị hiệu suất chuyển đổi năng lượng (hay cụ thể là điện năng) thành ánh sáng                                            |
| Hệ số quang hiệu (Luminous efficiency / luminous coefficient) | V  |                          |          | 1            | |
| Xem thêm: SI · Photometry · Radiometry                        |    |                          |          |              | |

1. ↑  Standards organizations recommend that photometric quantities be denoted with a suffix "v" (for "visual") to avoid confusion with radiometric or photon quantities. For example: USA Standard Letter Symbols for Illuminating Engineering USAS Z7.1-1967, Y10.18-1967
2. ↑  "J" ở đây ký hiệu cho thứ nguyên của cường độ sáng, không nhầm lẫn với đơn vị SI của joule.
3. 1 2 3  Thỉnh thoảng có thể gặp các ký hiệu khác: W cho năng lượng sáng, P hay F cho quang thông, và ρ hay K cho quang hiệu (luminous efficacy).